# Noncourt-sur-le-Rongeant
Noncourt-sur-le-Rongeant é uma comuna francesa na região administrativa de Grande Leste, no departamento de Haute-Marne. Estende-se por uma área de 9,31 km². Em 2010 a comuna tinha 178 habitantes (densidade: 19,1 hab./km²).